# Habronattus georgiensis
Habronattus georgiensis es una especie de araña saltadora del género Habronattus, familia Salticidae. Fue descrita científicamente por Chamberlin & Ivie en 1944.
Habita en los Estados Unidos.